# Костёл Христа Царя (Озёры)
Костел Христа Царя — римско-католический храм в аг. Озёры (Гродненский район).

## История
Ещё с 1669 году в деревне Озёры действовала римско-католическая святыня, костёл филиала гродненского прихода. Самостоятельный приход был создан в 1676 году. Костел под титулом Матери Божьей Розария был построен через три года (в 1679-м) на средства прихожан. Тогда святыня стояла почти посреди рыночной площади.
В 1745 году костёл упоминается как новое деревянное трёхбашенное строение, в главном алтаре которого находится икона Пресвятой Девы Марии. В 1779 году святыня ремонтировалась на средства последнего короля Речи Посполитой Станислава Августа Понятовского. Но в конце XIX века состояние костёла обозначался как «убогий», а с 1897 по 1904 годы верующие обращались к властям за разрешением построить каменный костёл, но безрезультатно.
Деревянный костёл был выполнен в традициях народного деревянного зодчества. Главный фасад завершала двухъярусная колокольня под четырехскатной крышей. Костёл был накрыт двускатной гонтовой крышей с шатрами над апсидой. Интерьер зала, перекрытый дощатым сводом, украшали три двухъярусных алтаря, завершенными коринфской колоннадой в виде фигур святых. Разнообразные амвоны и ризы, сшитые из слуцких поясов, отличались высокой художественностью.

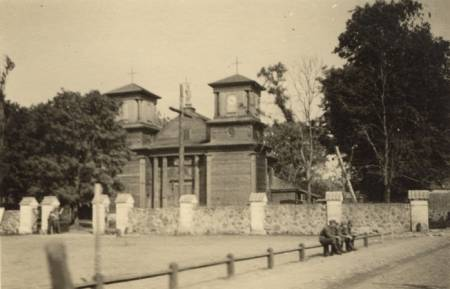
Площадь перед костёлом (1941 г.)

В XIX в. Озёрскому приходу принадлежали часовни в Котре (ныне Скидельский приход), Новой Руде (самостоятельный приход с 1914 г.), (Скидели самостоятельный приход с 1991 г.) и на местных кладбищах. В конце XIX века количество верующих Озёрского прихода насчитывало почти 5300 человек. Костёл был реконструирован по проекту 1925 года. В 1927-28 годах главный фасад костёла украсили две трёхъярусные, четвериковые колокольни. Перед Второй мировой войной приход считался относительно небольшим — около 1000 верующих. Часовня на кладбище уже не упоминалось.
При отходе в 1944 году гитлеровцы сожгли костёл. Прихожане сразу же перестроили под временную часовню обычную каменную хату, но через два года приход остался без постоянного настоятеля. В 1962 году советские власти закрыли часовню, а со временем снесли её и построили на ее месте Дом культуры.
Возрождение прихода началось только в 1991 году. Сначала молились прямо на улице, потом поставили временную деревянную часовню и в 1992 году начали строить на старом месте новый и уже кирпичный костёл по проекту (1996) гродненского МП «Арника» (архитектор — Силков П. Н.). Краеугольный камень, который 5 июня 1991 года был освящен папой Иоанном Павлом II в Белостоке 5 июня 1991 года, был торжественно заложен в стену будущего храма гродненским епископом Александром Кашкевичем. 23 ноября 1997 года костёл под титулом Христа Царя был освящен епископом Александром Кашкевичем.
В 2010 году прихожане покрасили здание, поменяли входные двери и фронтонные окна.

## Архитектура
Костёл представляет собой двухбашенное здание из силикатного кирпича, к алтарной стене которого пристроена двухэтажная плебания. Главный фасад обрамлен трёхъярусными четвериковыми колокольнями. Строения покрыты жестяными двускатными крышами.
Храмовая территория обнесена металлической оградой на кирпичных столбиках.

## Священники
- Петр Мартынец [1] .